# Clayton Vaughn
Clayton Vaughn (Sulphur Springs, 15 maggio 1992) è un velocista statunitense.
Il 10 maggio 2015, all'età di 22 anni, ha corso i 100 metri piani in 9"93, diventando il 96º atleta della storia capace di scendere sotto i dieci secondi.